# Грудень 2013
Грудень 2013 — дванадцятий і останній місяць 2013 року, що розпочався в неділю 1 грудня та закінчився у вівторок 31 грудня.

## Події
- 1 грудня
  - Сотні тисяч людей вийшли на вулиці Києва та інших міст України з вимогою відставки уряду Миколи Азарова і президента Віктор Януковича.
  - В автокатастрофі загинув Пол Вокер, американський актор, відомий завдяки виконанню ролі Браяна О'Коннора в серії фільмів «Форсаж».
- 2 грудня
  - З космодрому «Сичан» стартував китайський космічний апарат Чан'е-3, на борту якого міститься місяцехід Юйту.
- 3 грудня
  - Федеральний суд США затвердив банкрутство міста Детройт, обтяженого боргами на 18 млрд доларів.
- 5 грудня
  - Помер Нельсон Мандела, південноафриканський політичний діяч, борець проти апартеїду, перший чорношкірий президент Південно-Африканської республіки.
  - Петриківський розпис включили до списку нематеріальної культурної спадщини ЮНЕСКО.[1]

- 7 грудня
  - 26-та щорічна церемонія вручення премії «Європейський кіноприз» за досягнення в європейському кінематографі.
- 8 грудня
  - Японські вчені зафіксували в Антарктиді рекордно низьку температуру для поверхні Землі -91,2 °C
  - Києвом пройшов Марш мільйонів — друге народне віче Євромайдану
  - У Києві на Бессарабській площі знесли пам'ятник Леніну.[2]
- 12 грудня
  - Дядька північнокорейського лідера Кім Чен Ина Чан Сон Тхек, що вважався другою за могутністю людиною в КНДР, було страчено за «державну зраду»

- 14 грудня
  - Названо відповідальних за силовий розгін Євромайдану в Києві
  - Китайський дослідний апарат «Чан'е-3» близько 15:10 за київським часом здійснив посадку на Місяці в районі Затоки райдуги та випустив на поверхню перший китайський місяцехід — Юйту.
- 29-31 грудня — серія терористичних актів у м. Волгоград (Росія).